# Delphinium sylvaticum
Delphinium sylvaticum là một loài thực vật có hoa trong họ Mao lương. Loài này được Pomel mô tả khoa học đầu tiên năm 1874.